# Phrictaeformia
Phrictaeformia is een geslacht van rechtvleugeligen uit de familie sabelsprinkhanen (Tettigoniidae). De wetenschappelijke naam van dit geslacht is voor het eerst geldig gepubliceerd in 1961 door Willemse.

## Soorten
Het geslacht Phrictaeformia  is monotypisch en omvat slechts de volgende soort:
- Phrictaeformia insulana (Willemse, 1961)